# Muntanyes de Sankamphaeng

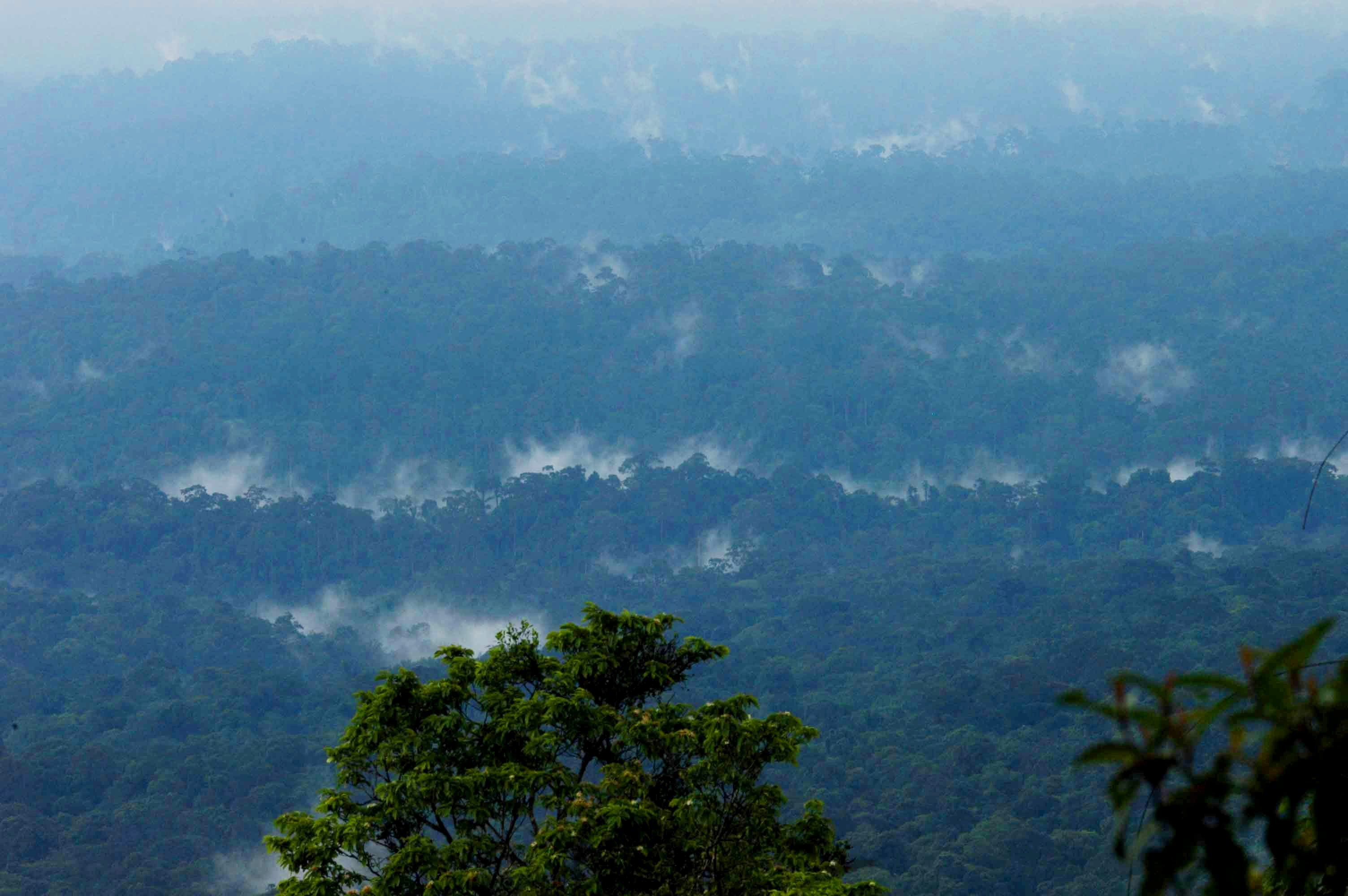
Boscos al parc nacional de Khao Yai

Les Muntanyes de Sankamphaeng (tailandès ทิวเขาสันกำแพง, Thio Khao San Kamphaeng) són una serralada de l'Àsia Sud-oriental d'uns 400 km de longitud.
Des de les Muntanyes de Dong Phaya Yen al nord, aquesta serralada s'estén fins a les Muntanyes de Dangrek. És una serralada amb alineació est-oest que es troba al sud-oest de l'Isaan i que separa l'Altiplà de Korat de la conca del Chao Phraya. El punt més alt de la serralada és el Khao Rom (1.351 m). El riu Mun neix a aquestes muntanyes.

## Ecologia
Aquestes muntanyes són conegudes pel Parc Nacional de Khao Yai que es troba en la part occidental de la serralada. Junt amb les Muntanyes de Dong Phaya Yen al nord, la cordillera de Sankamphaeng forma el Complex Forestal de Dong Phayayen - Khao Yai, que inclou 6155 km² de zones protegides i que va ser declarat Patrimoni de la Humanitat per la UNESCO.
Ecològicament els boscos d'aquesta serralada són un refugi per al moltes espècies d'ocells. Les muntanyes es trobaven totalment cobertes de boscos fins a mitjans del segle xx. Encara n'hi ha boscos tropicals secs a baixa altitud i zones de boscos tropicals humits als vessants alts de les muntanyes. Malgrat les àrees protegides, com els parcs nacionals, hi ha moltes zones on hi ha urbanitzacions il·legals, tant al parc de Khao iai com al Parc Nacional de Thap Lan. La tala il·legal d'arbres també és un problema greu en les zones forestals protegides.